# Stazione meteorologica di Valsinni
La stazione meteorologica di Valsinni è la stazione meteorologica di riferimento relativa alla località di Valsinni.

## Coordinate geografiche
La stazione meteorologica è situata nell'Italia meridionale, in Basilicata, in provincia di Matera, nel comune di Valsinni, a 250 metri s.l.m. e alle coordinate geografiche 40°10′N 16°26′E.

## Dati climatologici
Secondo i dati medi del trentennio 1961-1990, la temperatura media del mese più freddo, gennaio, si attesta a +7,4 °C, mentre quella del mese più caldo, agosto, è di +25,2 °C .
| Valsinni           | Mesi | Mesi | Mesi | Mesi | Mesi | Mesi | Mesi | Mesi | Mesi | Mesi | Mesi | Mesi | Stagioni | Stagioni | Stagioni | Stagioni | Anno |
| Valsinni           | Gen  | Feb  | Mar  | Apr  | Mag  | Giu  | Lug  | Ago  | Set  | Ott  | Nov  | Dic  | Inv      | Pri      | Est      | Aut      | Anno |
| ------------------ | ---- | ---- | ---- | ---- | ---- | ---- | ---- | ---- | ---- | ---- | ---- | ---- | -------- | -------- | -------- | -------- | ---- |
| T. max. media (°C) | 11,1 | 12,2 | 14,3 | 17,8 | 22,6 | 27,9 | 31,2 | 31,3 | 27,3 | 21,4 | 16,6 | 13,2 | 12,2     | 18,2     | 30,1     | 21,8     | 20,6 |
| T. min. media (°C) | 3,7  | 4,1  | 5,7  | 8,1  | 11,8 | 15,9 | 18,8 | 19,1 | 16,2 | 11,9 | 8,3  | 5,6  | 4,5      | 8,5      | 17,9     | 12,1     | 10,8 |